# Термонд, Арета
Арета Дон Термонд (англ. Aretha Dawn Thurmond; род. 14 августа 1976, Сиэтл, Вашингтон), в девичестве Хилл (англ. Hill) — американская легкоатлетка, специалистка по метанию диска. Выступала на профессиональном уровне в 1996—2013 годах, двукратная чемпионка Панамериканских игр, многократная победительница и призёрка первенств национального значения, участница четырёх летних Олимпийских игр.

## Биография
Арета Хилл родилась 14 августа 1976 года в Сиэтле, штат Вашингтон. Детство провела в Рентоне, окончила местную старшую школу Renton High School (1994) и затем Вашингтонский университет (1998), где получила степень бакалавра в области социологии.
Во время учёбы в университете состояла в легкоатлетической команде «Вашингтон Хаскис», успешно выступала на различных студенческих соревнованиях, в частности в 1996 и 1998 годах становилась серебряной и бронзовой призёркой чемпионата Национальной ассоциации студенческого спорта (NCAA), установила несколько университетских рекордов в метании диска. В студенческие годы четырежды получала статус всеамериканской спортсменки. Позднее вышла замуж за своего университетского тренера Ридуса Термонда и взяла его фамилию.
Впервые заявила о себе на международном уровне в сезоне 1996 года, когда вошла в основной состав американской сборной и удостоилась права защищать честь страны на домашних летних Олимпийских играх в Атланте — на предварительном квалификационном этапе метнула диск на 56,04 метра, чего оказалось недостаточно для выхода в финал.
Будучи студенткой, в 1997 году представляла США на Всемирной Универсиаде в Катании, где в зачёте метания диска стала шестой.
В 1999 году стала пятой на Универсиаде в Пальме, одержала победу на Панамериканских играх в Виннипеге, выступила на чемпионате мира в Севилье.
В 2003 году впервые стала чемпионкой США в метании диска, победила на Панамериканских играх в Санто-Доминго, метала диск на чемпионате мира в Париже, выиграла серебряную медаль на Всемирном легкоатлетическом финале в Монако.
В 2004 году защитила звание национальной чемпионки, принимала участие в Олимпийских играх в Афинах — в программе метания диска с результатом 58,82 в финал не вышла. Также в этом сезоне взяла бронзу на Всемирном легкоатлетическом финале в Монако.
В 2005 году среди прочего выступала на чемпионате мира в Хельсинки, вновь стала бронзовой призёркой на Всемирном легкоатлетическом финале в Монако.
В 2006 году в третий раз выиграла чемпионат США в метании диска, была пятой на Всемирном легкоатлетическом финале в Штутгарте и второй на Кубке мира в Афинах.
В 2008 году, выиграв национальный олимпийский отборочный турнир в Юджине, стала четырёхкратной чемпионкой США в метании диска. На Олимпийских играх в Пекине в финале метания диска показала результат 59,80 метра, расположившись в итоговом протоколе соревнований на девятой строке. На Всемирном легкоатлетическом финале в Штутгарте стала пятой.
В 2009 году закрыла десятку сильнейших на чемпионате мира в Берлине, была седьмой на Всемирном легкоатлетическом финале в Салониках.
В 2011 году метала диск на чемпионате мира в Тэгу, получила серебро на Панамериканских играх в Гвадалахаре.
Участвовала в Олимпийских играх 2012 года в Лондоне — на предварительном квалификационном этапе метания диска показала результат 59,39 метра и в финал не вышла.
Завершила спортивную карьеру по окончании сезона 2013 года.
Впоследствии проявила себя как спортивный функционер, работала в американской легкоатлетической федерации USA Track & Field, где занимала должность управляющего директора по международным командам.